# 穆利达尔
穆利达尔（法語：Moulidars，法語發音：[mulidaʁ]）是法国夏朗德省的一个市镇，属于昂古莱姆区。

## 地理
穆利达尔（45°39'41"N, 0°2'16"W）面积17.17 平方千米，位于法国新阿基坦大区夏朗德省，该省份为法国西部内陆省份，北起德塞夫勒省和维埃纳省，东临上维埃纳省，东南至多尔多涅省，南至多爾多涅省，西接滨海夏朗德省。
与穆利达尔接壤的市镇（或旧市镇、城区）包括：巴萨克、尚米永、杜扎、耶尔萨克、梅里尼亚克、圣西蒙、维布拉克、莫纳克-圣西默。

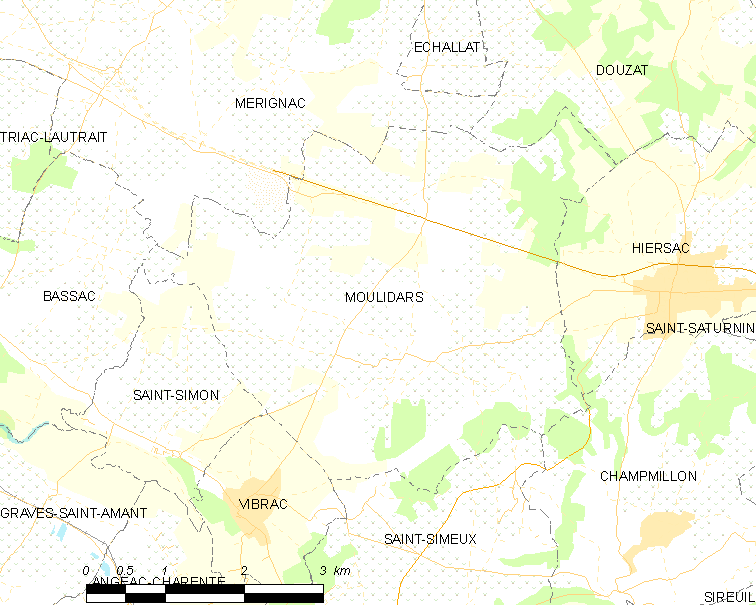
穆利达尔的OSM定位图

穆利达尔的时区为UTC+01:00、UTC+02:00（夏令时）。

## 行政
穆利达尔的邮政编码为16290，INSEE市镇编码为16234。

## 政治
穆利达尔所属的省级选区为努埃尔河谷县。

## 人口

1962-2008年间穆利达尔人口变化图示

穆利达尔于2022年1月1日时的人口数量为664人。